# Obrataň
Obrataň – gmina w Czechach, w powiecie Pelhřimov, w kraju Wysoczyna. 1 stycznia 2014 liczyła 835 mieszkańców.
W miejscowości jest stacja kolejowa Obrataň.